# 迪蘇斯沙克·巴拉斯
久贾克·鲍拉日（匈牙利語：Dzsudzsák Balázs，匈牙利語發音：[ˈd͡ʒud͡ʒaːk ˈbɒlaːʒ]，1986年12月23日—），匈牙利足球運動員，司職 翼鋒、中場，效力阿聯酋阿拉伯海灣聯賽球會伊蒂哈德卡爾巴。

## 早年生活
久贾克出生於匈牙利，他被稱為村民之間的“誰的孩子，他花大部分時間在當地足球場。”他的才華很早就發現，並簽署了Olasz Focisuli，那是德布雷辛尼的直屬青年隊。當他17歲時，他由德布雷辛尼被借往NB3球會Létavértes（當地丙級聯賽）。 久贾克在2005年首次在德布雷辛尼亮相。

## 球會生涯

### 德布雷辛尼
2007年，久贾克是在聯賽中的一個最有前途的匈牙利足球運動員。

### 燕豪芬
2007年8月，久贾克聽取提供來自英國球會錫周三，普利茅斯，雷丁，以及意大利球隊森多利亞和切爾禾的報價。
2007年10月24日，這名匈牙利國腳選擇與燕豪芬簽署一項為期五年的長期合約。這名中場球員本來在2008年夏天才加盟球隊，但佩雷斯的離開，促使他在2008年1月提早加盟球隊。發掘他的燕豪芬球探說“久贾克是一個了不起的天才。他速度快，良好的合作，他可踢出很好的傳送。很多時候你不會看到他們像這樣。他是現代左路人物。“
2008年1月12日，久贾克在荷蘭足球甲級聯賽賽場上亮相。該場比賽是以1-0擊敗飛燕諾。 他是在這場比賽中踢足90分鐘，錄得三次射門。他在下一場以1:1和芬洛射入他首個聯賽入球。久贾克在2008年1月23日3:1勝鹿特丹斯巴達中取得他在球隊中的首次助攻。
他第一個賽季上陣17場比賽取得3個聯賽進球。幫助燕豪芬贏得荷蘭足球甲級聯賽冠軍。
久贾克於2009年2月5日主場所打6:0大勝海牙中取得他第一個帽子戲法。該季他總共上陣32場聯賽，攻入11球和9次助攻。
2009年8月15日，他在4:3擊敗阿積士賽後被評為最佳球員。他在該仗取得了兩個進球和1次助攻。

### 莫斯科中央陸軍
2011年6月12日，久贾克加盟馬哈奇卡拉安日，合約為期四年。

## 國家隊
2007年6月2日，久贾克首次亮相於匈牙利國家隊的首次亮相，該仗的對手是希臘國家足球隊。
2008年5月24日，他的攻入第一個國際賽入球，恰巧的是，該仗的對手又是希臘。

## 榮譽

### 球會
- 德布雷辛尼
  - 匈牙利聯賽:  2004–05, 2005–06, 2006–07
  - 匈牙利超級盃: 2005, 2006, 2007

- PSV
  - 荷蘭足球甲級聯賽: 2007–08
  - 告魯夫盾: 2008

### 個人
- 匈牙利最佳球員: 2007

## 連結
- （匈牙利文） official website
- （匈牙利文） Blog
- Goals of Balazs Dzsudzsak in the 2008/2009 season[永久]
- （页面存档备份，存于） （页面存档备份，存于） Dzsudzsák at PSV photos by Tim van Woensel
- Balazs Dzsudzsak career stats at Soccerbase （页面存档备份，存于）
- Balázs Dzsudzsák fansite
- Balázs Dzsudzsák statistics
- Balázs Dzsudzsák goal videos at PSV[永久]